# Kajuhova ulica (Maribor)

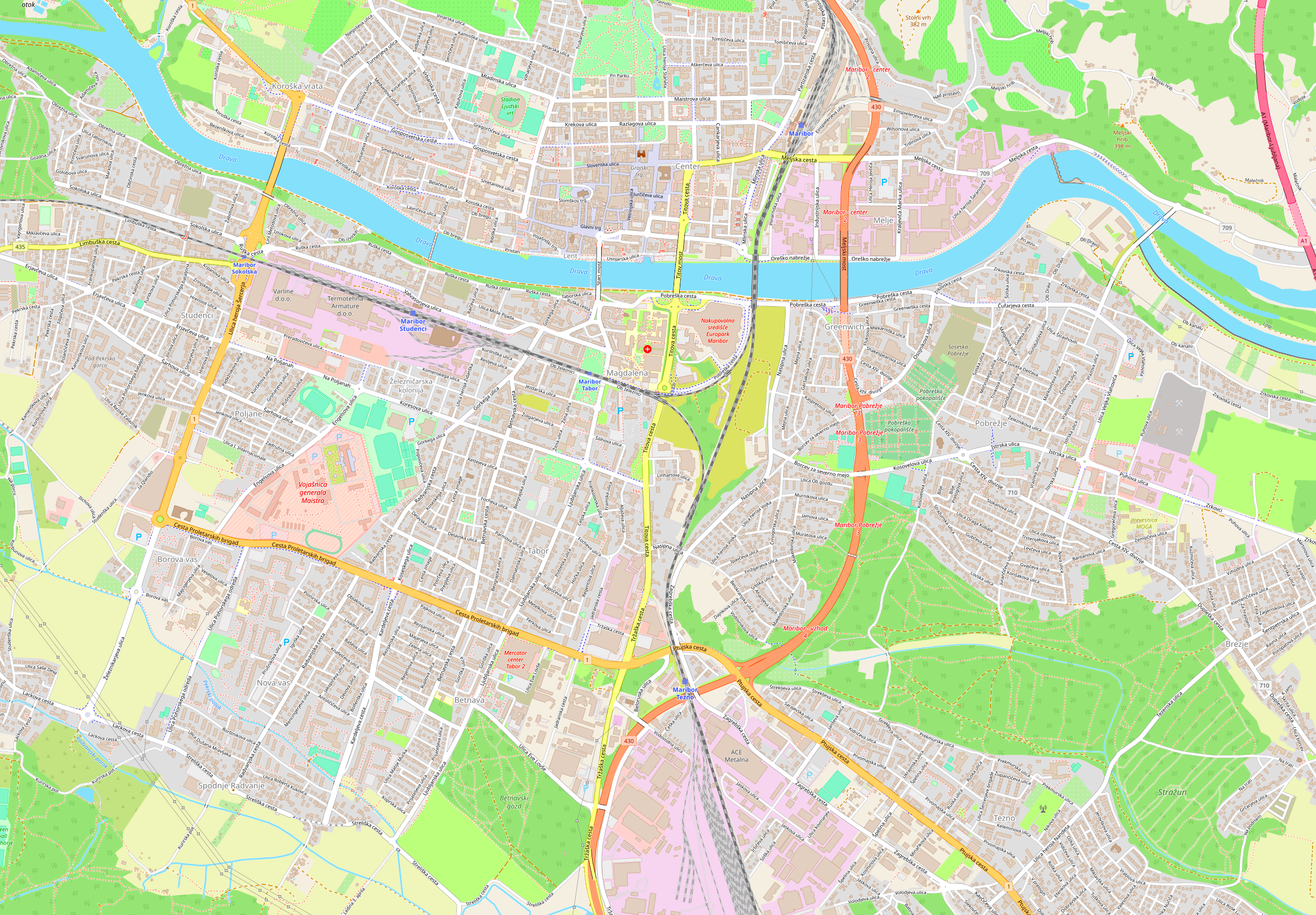

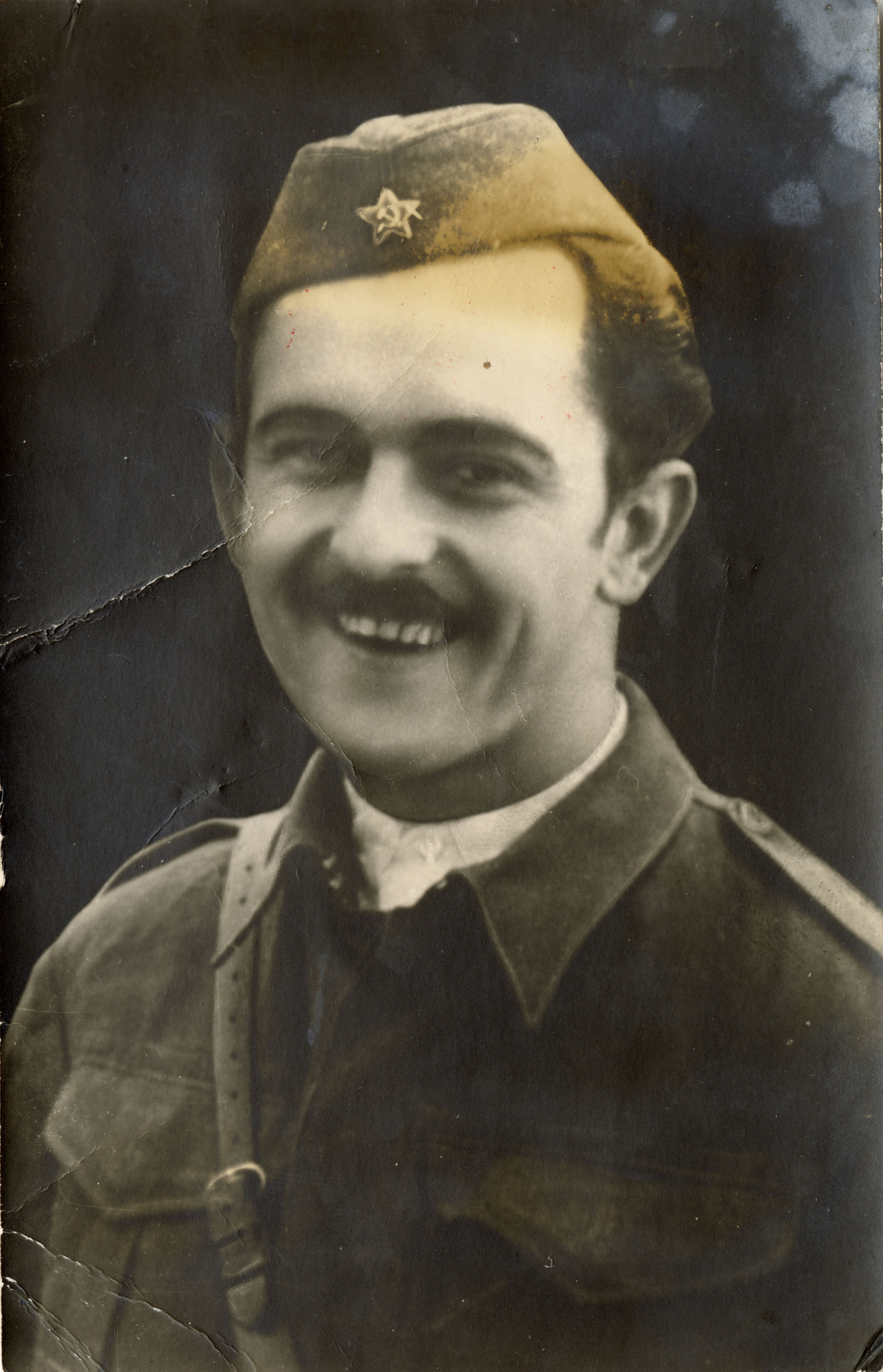
Karel „Kajuh“ Destovnik

Kajuhova ulica (Kajuh-Gasse) ist der Name einer Straße im Stadtbezirk Koroška vrata von Maribor, Slowenien. Sie ist benannt nach dem slowenischen Dichter, Freiheitskämpfer und Nationalhelden Karel Destovnik mit dem Partisanennamen Kajuh (1922–1944).

## Geschichte
1860 wurde eine neue Straße in der Kärntner Vorstadt Auer Gasse genannt. Im Jahr 1876 wurde sie in Langer-Gasse umbenannt, nach Josef Langer, dem ehemaligen Besitzer einer Glasfabrik im Bachergebirge. 1919 sowie im Mai 1945 wurde die Straße in Čopova-Straße umbenannt. Nach der deutschen Besetzung 1941 wieder Langer-Gasse genannt, erhielt sie im Mai 1945 wieder ihren slowenischen Namen Čopova ulica. Seit 1947 trägt sie den heutigen Namen Kajuhova ulica.

## Lage
Die Straße verläuft von der Gosposvetska cesta im Südwesten des Stadions Ljudski vrt nach Norden bis zur Vinarska ulica. 

## Abzweigende Straßen
Die Kajuhova ulica berührt folgende Straßen (von Süden nach Norden): Vrbanska cesta, Gregorčičeva ulica, Mladisnka ulica, Kaminska ulica.

## Bauwerke und Einrichtungen
- Stadion Ljudski vrt